# Parascolia tenebrifera
Parascolia tenebrifera là một loài bướm đêm thuộc phân họ Arctiinae, họ Erebidae.